# Tony Award/Bester Hauptdarsteller
Für den Tony Award/Bester Hauptdarsteller können alle Darsteller, die in Theaterstücken und Musicals im Laufe des Jahres am Broadway in New York gespielt haben, nominiert werden. Der Tony Award für die beste Leistung in einer männlichen Hauptrolle in einem Theaterstück ging bisher an:

## 1947–1949
- 1947: José Ferrer (in Cyrano de Bergerac) und Fredric March (in Years Ago)
- 1948: Henry Fonda (in Mister Roberts), Paul Kelly (in Command Decision) und Basil Rathbone (in The Heiress)
- 1949: Rex Harrison (in Anne of the Thousand Days)

## 1950–1959
- 1950: Sidney Blackmer (in Come Back, Little Sheba)
- 1951: Claude Rains (in Darkness At Noon)
- 1952: José Ferrer (in The Shrike)
- 1953: Tom Ewell (in The Seven Year Itch)
- 1954: David Wayne (in The Teahouse of the August Moon)
- 1955: Alfred Lunt (in Quadrille)
- 1956: Paul Muni (in Inherit the Wind)
- 1957: Fredric March (in Eines langen Tages Reise in die Nacht)
- 1958: Ralph Bellamy (in Sunrise At Campobello)
- 1959: Jason Robards (in The Disenchanted)

## 1960–1969
- 1960: Melvyn Douglas (in The Best Man)
- 1961: Zero Mostel (in Rhinoceros)
- 1962: Paul Scofield (in A Man for All Seasons)
- 1963: Arthur Hill (in Wer hat Angst vor Virginia Woolf?)
- 1964: Alec Guinness (in Dylan)
- 1965: Walter Matthau (in The Odd Couple)
- 1966: Hal Holbrook (in Mark Twain Tonight!)
- 1967: Paul Rogers (in The Homecoming)
- 1968: Martin Balsam (in You Know I Can't Hear You When the Water's Running)
- 1969: James Earl Jones (in The Great White Hope)

## 1970–1979
- 1970: Fritz Weaver (in Child's Play)
- 1971: Brian Bedford (in Die Schule der Frauen)
- 1972: Cliff Gorman (in Lenny)
- 1973: Alan Bates (in Butley)
- 1974: Michael Moriarty (in Find Your Way Home)
- 1975: John Kani (in Sizwe Banzi is Dead) und Winston Ntshona (in The Island)
- 1976: John Wood (in Travesties)
- 1977: Al Pacino (in The Basic Training of Pavlo Hummel)
- 1978: Barnard Hughes (in Da)
- 1979: Tom Conti (in Who's Life Is It Anyway?)

## 1980–1989
- 1980: John Rubinstein (in Children of a Lesser God)
- 1981: Ian McKellen (in Amadeus)
- 1982: Roger Rees (in The Life and Adventures of Nicholas Nickleby)
- 1983: Harvey Fierstein (in Torch Song Trilogy)
- 1984: Jeremy Irons (in The Real Thing)
- 1985: Derek Jacobi (in Viel Lärm um Nichts)
- 1986: Judd Hirsch (in I'm Not Rappaport)
- 1987: James Earl Jones (in Fences)
- 1988: Ron Silver (in Speed the Plow)
- 1989: Philip Bosco (in Lend Me a Tenor)

## 1990–1999
- 1990: Robert Morse (in Tru)
- 1991: Nigel Hawthorne (in Shadowlands)
- 1992: Judd Hirsch (in Conversations With My Father)
- 1993: Ron Leibman (in Angels in America: Millennium Approaches)
- 1994: Stephen Spinella (in Angels in America: Perestroika)
- 1995: Ralph Fiennes (in Hamlet)
- 1996: George Grizzard (in A Delicate Balance)
- 1997: Christopher Plummer (in Barrymore)
- 1998: Anthony LaPaglia (in A View From the Bridge)
- 1999: Brian Dennehy (in Tod eines Handlungsreisenden)

## 2000–2009
- 2000: Stephen Dillane (in The Real Thing)
- 2001: Richard Easton (in The Invention of Love)
- 2002: Alan Bates (in Fortune's Fool)
- 2003: Brian Dennehy (in Eines langen Tages Reise in die Nacht)
- 2004: Jefferson Mays (in I Am My Own Wife)
- 2005: Bill Irwin (in Wer hat Angst vor Virginia Woolf?)
- 2006: Richard Griffiths (in The History Boys)
- 2007: Frank Langella (in Frost/Nixon)
- 2008: Mark Rylance (in Boeing-Boeing)
- 2009: Geoffrey Rush (in Exit the King)

## 2010–2019
- 2010: Denzel Washington (in Fences)
- 2011: Mark Rylance (in Jerusalem)
- 2012: James Corden (in One Man, Two Guvnors).
- 2013: Tracy Letts (in Wer hat Angst vor Virginia Woolf?)
- 2014: Bryan Cranston (in All the Way)
- 2015: Alex Sharp (in The Curious Incident of the Dog in the Night-Time)
- 2016: Frank Langella (in The Father)
- 2017: Kevin Kline (in Present Laughter)
- 2018: Andrew Garfield (in Angels in America)
- 2019: Bryan Cranston (in Network)

## Seit 2020
- 2020/2021: Andrew Burnap (in The Inheritance)
- 2022: Simon Russell Beale (in The Lehman Trilogy)
- 2023: Sean Hayes (in Good Night, Oscar)
- 2024: Jeremy Strong (in An Enemy of the People)